# 菲利普·施比塔

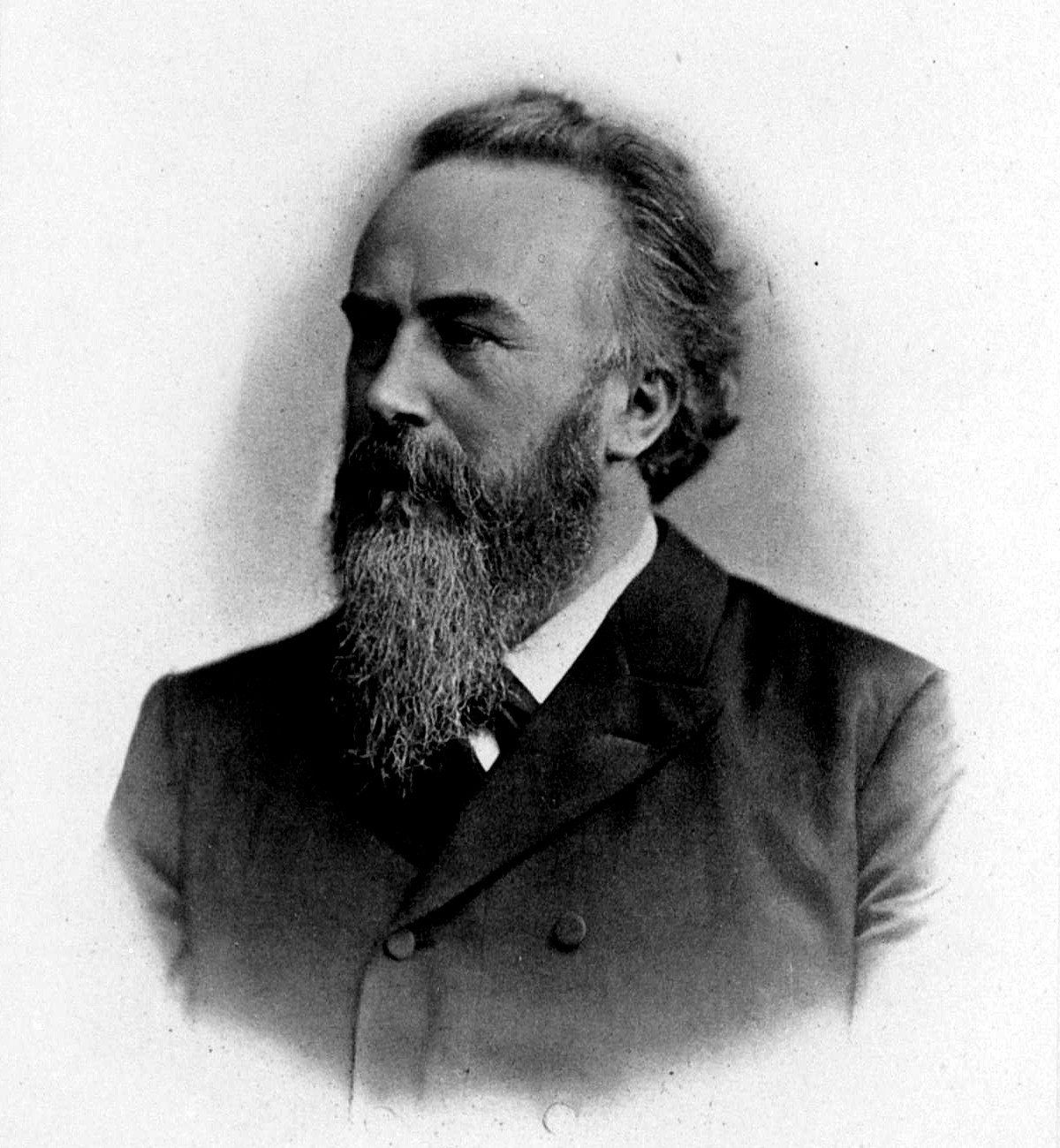
菲利普·施比塔

菲利普·施比塔（德文：Philipp Spitta，1841年12月27日—1894年4月13日）德国音乐史家和音乐学家，1873年出版的巴赫传记是他最出名的作品。
施比塔是神学家菲利普·施比塔和约翰娜·玛利亚的儿子。施比塔一直都是由他的家庭教师教授知识，直到他1856年来到汉诺威开始他的高中生活。1860年他完成了高考。1860年4月20号，按照父母的要求他注册了哥廷根大学的神学系，但是第一学期他的相关课程是在哲学系完成的，在这期间，他对哲学产生了兴趣，1861年夏季学期一开始，他就正式的转到了传统的哲学系。安顿好学校的事情后，施比塔开始了他在音乐方面的私人交际，这为他后来的音乐发展奠定了基础。他最早结识了德国作曲家奥托·格里姆，通过他，施比塔还认识了德国哲学家和教育家海尔曼和妇科医生依道德，其女儿曾是约翰内斯·勃拉姆斯的亲密朋友。
由于他无论从解答音乐方面问题的能力还是专业知识都有优秀的成绩，因此在哥廷根多少受到了一些认可，并在1861年被聘为大学生合唱团的成员兼指挥，在他任职期间多次演出成功。施比塔在1863年最终还是为了结业考试放弃了指挥一职，但他依然与合唱团保持联系，直到他去世。
1864年7月23日他在波恩完成了他的博士论文。 1864年他定居在爱沙尼亚，并在教堂学校教授希腊语和拉丁语。在与海尔曼的信中他提到，之所以参加高级老师的国家考试，只是为了无论如何能有稳定的生活。
在爱沙尼亚的这段日子里，施比塔就已经开始了对巴赫生活及其影响的研究，并于1873年完成了巴赫传记的上部。这部传记的出现引起了很大的轰动，有人评价，这部呈现巴赫生平的作品获得了当时音乐学术界最高的殊荣。1874年4月施比塔被聘为莱比锡尼克莱学院的高级教师。后来他与海因里希·冯·赫尔佐根伯格，法拉克斯·冯·霍斯坦以及艾弗里德·福克兰创建了巴赫协会。
1875年4月施比塔接手了柏林艺术大学的第二秘书一职，并为皇家学院教授音乐史。同时他还在皇家福里希德·威廉姆大学担任音乐学教授。
除了巴赫传记以外，施比塔也因他对迪特里克·布克斯特胡德的管风琴作品以及海因里希·许茨的作品的介绍而出名。从1885年开始他与弗里西德·克里珊德等人在莱比锡建立了关于音乐学的“三月报刊”。因此施比塔被誉为现代音乐学的创始人。 
1894年施比塔去世，享年52岁，他的墓地位于柏林的一个基督教堂，那条街也因他被后人称作施比塔街。